# بوب ديفيس (مدير فني)
بوب ديفيس (بالإنجليزية: Bob Davis)‏ هو مدير فني أمريكي، ولد في 13 فبراير 1908 في مدينة سولت ليك في الولايات المتحدة، وتوفي في 10 يناير 1965.